# Quoya
Quoya là tên một chi của những loài thực vật có hoa thuộc họ hoa môi và là loài đặc hữu của khu vực phía tây nước Úc. Những loài thuộc chi này luôn có năm cánh hoa, hoa có dạng ống, bốn nhị hoa có độ dài không bằng nhau.
Những loài này là cây bụi thường xanh (cây xanh quanh năm), phủ đầy lông tơ. Hình dáng của lá đơn giản, từ hình quả trứng đến gần tròn, mọc đối xứng với nhau theo cặp và cũng có lông tơ. Hoa mọc thành cụm từ 3 đến 7 bông, và có 5 lá đài ở cụm hoa đó. Hoa có 5 cánh và chúng tạo thành dạng ống thẳng hoặc hơi cong, nhưng nó ngắn. Cuối bông có 5 cái thùy. Trong 4 nhị hoa thì có 1 cặp thấp hơn nên có khả năng sinh sản không bằng với cặp còn lại. Quả của chúng là quả hạch, vẫn còn dính lá đài.
Chi này được mô tả bởi nhà thực vật học người Pháp Charles Gaudichaud-Beaupré vào năm 1828 và mô tả này đã được xuất bản trong cuốn sách Voyage Autour du Monde... sur les Corvettes de S.M. l'Uranie et la Physicienne do ông viết. Cái tên Quoya của chi này được đặt nhằm tôn vinh và ghi nhận công lao của bác sĩ phẫu thuật, nhà động vật học người Pháp và là bạn của ông tên là Jean René Constant Quoy.

## Phân loại
Các loài thuộc chi này tính đến thời điểm hiện tại là:
- Quoya atriplicina (F.Muell.) B.J.Conn & M.J.Henwood
- Quoya cuneata Gaudich.
- Quoya dilatata (F.Muell.) B.J.Conn & M.J.Henwood
- Quoya loxocarpa (F.Muell.) B.J.Conn & M.J.Henwood
- Quoya oldfieldii F.Muell.
- Quoya paniculata F.Muell.
- Quoya verbascina (F.Muell.) B.J.Conn & M.J.Henwood